# Colonia Las Rosas
Colonia Las Rosas es una localidad ubicada en el departamento Tunuyán de la provincia de Mendoza, Argentina. 
Es atravesada por la Ruta Provincial 92, la cual es su principal vía de comunicación vinculándola al norte con Tunuyán y al sur con La Consulta.
Cuenta con escuela secundaria.
José de San Martín atravesó la zona durante su expedición a Chile. El distrito nació en 1912, cuando Ezequiel Tabanera donó tierras para la localidad.

## Población
Cuenta con 2,169 habitantes (Indec, 2010), lo que representa un incremento del 129,52% frente a los 945 habitantes (Indec, 2001) del censo anterior.